# Zeussiade
Zeussiade (in greco antico: Ζευξιάδης?, Zeyxiádēs; ... – IV secolo a.C.) è stato uno scultore greco antico, allievo di Lisippo.
Una delle poche menzioni che si hanno di Zeussiade (citato solo da Plinio, tra le fonti antiche) è rintracciabile alla base di una statua ritrovata a Roma nella villa Mattei, attribuita all'oratore Iperide, contemporaneo dello scultore. Riguardo alla scritta, è stata generalmente adottata la lettura di Visconti (Iconografia greca, I vol., 1818, p. 272) che riporta la forma ΖΕΥΞΙΑΔΗΣ (Zeyxiadēs), anziché ΤΕΥΣΙΑΛΗΣ (Teysialēs).